# Antônio Benedito da Silva
Antônio Benedito da Silva (Toninho, n. 23 martie 1965, Campinas, São Paulo, Brazilia) este un fost fotbalist brazilian.
Toninho a debutat la echipa națională a Braziliei în anul 1989.

## Statistici
| Brazilia | Brazilia | Brazilia |
| An       | Meciuri  | Goluri   |
| -------- | -------- | -------- |
| 1989     | 1        | 0        |
| Total    | 1        | 0        |